# إغير ملولن (الرڭادة)
إغير ملولن هي إحدى مشيخات المملكة المغربية، تتبع جغرافيا لإقليم تيزنيت وإداريًا للرڭادة. يقدر عدد سكانها بـ 4632 نسمة حسب الإحصاء الرسمي للسكان والسكنى لسنة 2004.